# 细轴蒲桃
细轴蒲桃（学名：Syzygium tenuirhachis）为桃金娘科蒲桃属的植物，为中国的特有植物。分布在中国大陆的广西等地，目前尚未由人工引种栽培。